# Husasău de Criș
Husasău de Criș – wieś w Rumunii, w okręgu Bihor, w gminie Ineu. W 2011 roku liczyła 1173 mieszkańców.